# Pénéplaine

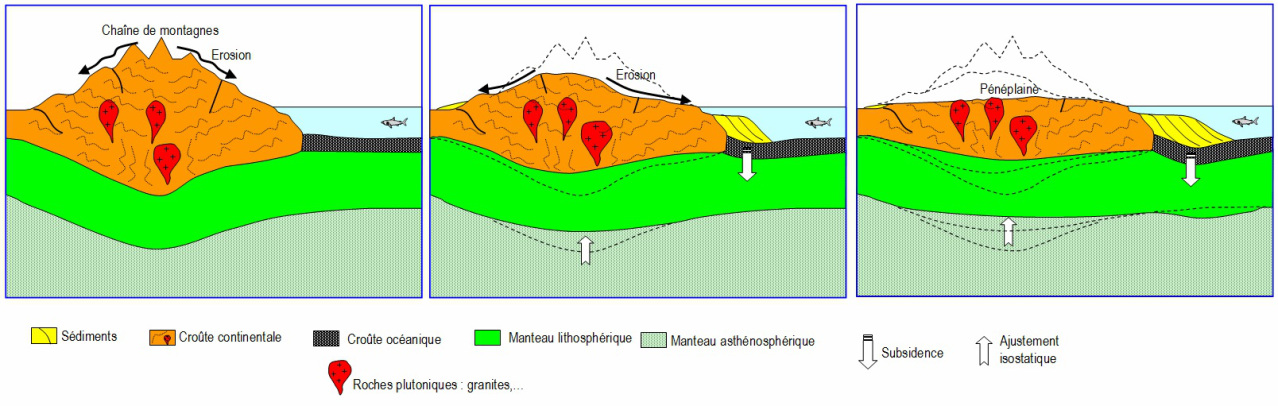
Formation d'une pénéplaine.

Une pénéplaine est un large espace aux faibles dénivellations, qui résulte d'une pénéplanation et de la coalescence des bassins hydrographiques. Il s'agit d'un ensemble de talwegs et d'interfluves peu marqués avec éventuellement des reliefs résiduels (buttes, collines, monadnocks) le long des lignes de partage des eaux. La pénéplaine constitue donc le stade évolué de l'érosion due aux réseaux hydrographiques.

## Modèle de géomorphologie
Ce concept a été développé par les premiers géomorphologues, en particulier l'Américain William Morris Davis en 1899 et l'Argentin Walther Penck qui suppose un soulèvement prolongé sous des conditions climatiques de type tropical ou semi-aride au cours duquel l’érosion inscrit un ou plusieurs aplanissements à la périphérie de l’aire soulevée selon les variations de la vitesse du soulèvement. Son utilisation implique la notion aujourd'hui contestée de cycle d'érosion (en), où une orogenèse est suivie d'une longue phase de stabilité tectonique sans rajeunissement du relief. Ce modèle classique, comme celui de pédiplanation sont ainsi discutés par les chercheurs étudiant les processus d’aplanissement et leur place dans l’évolution des terres émergées. Les études actuelles « comportent la reconnaissance de conditions tectoniques favorables, principalement la participation d’un abaissement et d’un morcellement des volumes de relief montagneux, associés à l’effondrement gravitaire tardi-orogénique, à l’alourdissement des racines crustales ou encore au rifting diffus ».
Pendant et après sa formation une chaîne de montagne subit l'érosion. D'abord la remontée de sa racine (le moho) compense cette érosion (des roches constituées en profondeur remontent) puis, quand la remontée s'achève, la chaîne de montagne est érodée : on appelle cette forme de relief une pénéplaine.
On trouve de grandes pénéplaines dans les régions stables de la planète comme en Russie, en Afrique et au Canada (bouclier canadien).